# Pipal Neta
Pipal Neta – gaun wikas samiti w zachodniej części Nepalu w strefie Rapti w dystrykcie Salyan. Według nepalskiego spisu powszechnego z 2011 roku liczył on 427 gospodarstw domowych i 2229 mieszkańców (1176 kobiet i 1053 mężczyzn).